# Gewerblicher Rechtsschutz und Urheberrecht
Gewerblicher Rechtsschutz und Urheberrecht (GRUR) ist eine juristische Fachzeitschrift der Deutschen Vereinigung für gewerblichen Rechtsschutz und Urheberrecht, die seit 1891 herausgegeben wird (bis 1895 unter dem Titel Zeitschrift für gewerblichen Rechtsschutz). Nach dem Zweiten Weltkrieg ist die Zeitschrift mit ihrem 50. Jahrgang ab Januar 1948 wieder erschienen.
Seit 1953 erscheinen als Kombinationsprodukte GRUR International, bis 1967 unter dem Titel GRUR Ausländischer Teil, und seit 2001 der GRUR Rechtsprechungs-Report GRUR-RR. Seit November 2009 erscheint in der GRUR-Familie auch zweimal monatlich die Zeitschrift GRUR Praxis im Immaterialgüter- und Wettbewerbsrecht (GRUR-Prax), die den ehemals nur über die Datenbank Beck-Online verfügbaren Fachdienst Gewerblicher Rechtsschutz (FD-GewRS) abgelöst hat. GRUR-Prax erscheint hierbei zunächst in digitaler Form über diese Datenbank und dann nachträglich und textidentisch auch als Druckausgabe.
Die Zeitschriften enthalten wissenschaftliche Aufsätze und Gerichtsentscheidungen zu den Themen gewerblicher Rechtsschutz, Urheberrecht sowie Wettbewerbsrecht. Sie zählen zu den führenden Fachzeitschriften auf ihrem Gebiet. Wegen des grünen Einbandes wird die GRUR auch als „Grüne Zeitschrift“ und das in ihr behandelte Rechtsgebiet als „Grüner Bereich“ bezeichnet. Hierdurch wird deren wissenschaftliche und praktische Bedeutung besonders deutlich.
Die Ausgaben der GRUR können im Internet kostenpflichtig abgerufen werden, und zwar ab Heft 1/1948 bei Beck-Online. Der Abruf bei juris ist nicht mehr möglich.